# 東州兵
東州兵（とうしゅうへい）は、後漢の私兵集団のひとつ。
黄巾の乱や董卓・李傕・袁術らの悪政による治安の悪化に伴い益州に流れ込んで来た南陽・三輔の数万家族の人々から選抜された兵士である。東州兵は益州の独自勢力化を志向した劉焉、劉璋軍の中核となったが、劉璋が東州兵を上手く取り締まることが出来なかったので、益州の治安悪化の原因にもなった。